# Mercedes Cup 2013
Il Mercedes Cup 2013 è stato un torneo di tennis giocato sulla terra rossa. È stata la 36ª edizione del Mercedes Cup, che fa parte della categoria ATP World Tour 250 series nell'ambito dell'ATP World Tour 2013.
Si è giocato a Stoccarda in Germania, dal 6 al 14 luglio 2013.

## Partecipanti

### Teste di serie
| Nazionalità | Giocatore             | Ranking* | Testa di serie |
| ----------- | --------------------- | -------- | -------------- |
| Germania    | Tommy Haas            | 13       | 1              |
| Germania    | Philipp Kohlschreiber | 18       | 2              |
| Francia     | Jérémy Chardy         | 25       | 3              |
| Francia     | Benoît Paire          | 27       | 4              |
| Italia      | Fabio Fognini         | 30       | 5              |
| Germania    | Florian Mayer         | 34       | 8              |
| Rep. Ceca   | Lukáš Rosol           | 35       | 7              |
| Slovacchia  | Martin Kližan         | 36       | 8              |

* Ranking al 24 giugno 2013.
Giocatori che hanno ricevuto una wild card:
- Michael Berrer
- Robin Kern
- Florian Mayer

Giocatori passati dalle qualificazioni:

- Andreas Beck
- Nils Langer
- Daniel Muñoz de la Nava
- Alexander Ward

## Campioni

### Singolare
Fabio Fognini ha sconfitto in finale  Philipp Kohlschreiber per 5-7, 6-4, 6-4.
- È il primo titolo in carriera per Fabio Fognini.

### Doppio
Facundo Bagnis /  Thomaz Bellucci hanno sconfitto in finale  Tomasz Bednarek  /  Mateusz Kowalczyk per 2-6, 6-4, [11-9].